# Ерленбах-бай-Дан
Ерленбах-бай-Дан (нім. Erlenbach bei Dahn) — громада в Німеччині, розташована в землі Рейнланд-Пфальц. Входить до складу району Південно-Західний Пфальц. Складова частина об'єднання громад Данер-Фельзенланд.
Площа — 12,99 км2. Населення становить 329 ос. (станом на 31 грудня 2020).

## Галерея

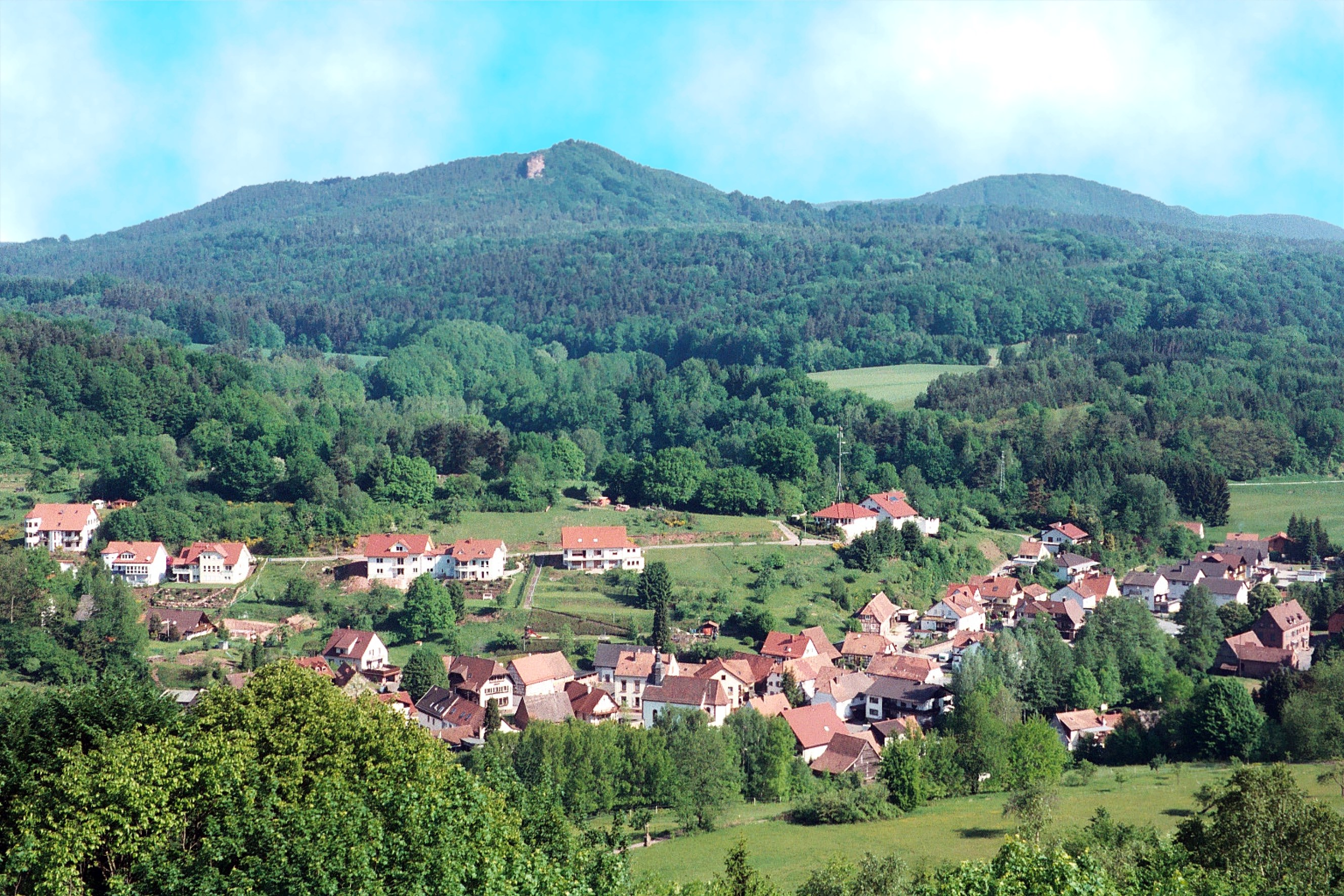
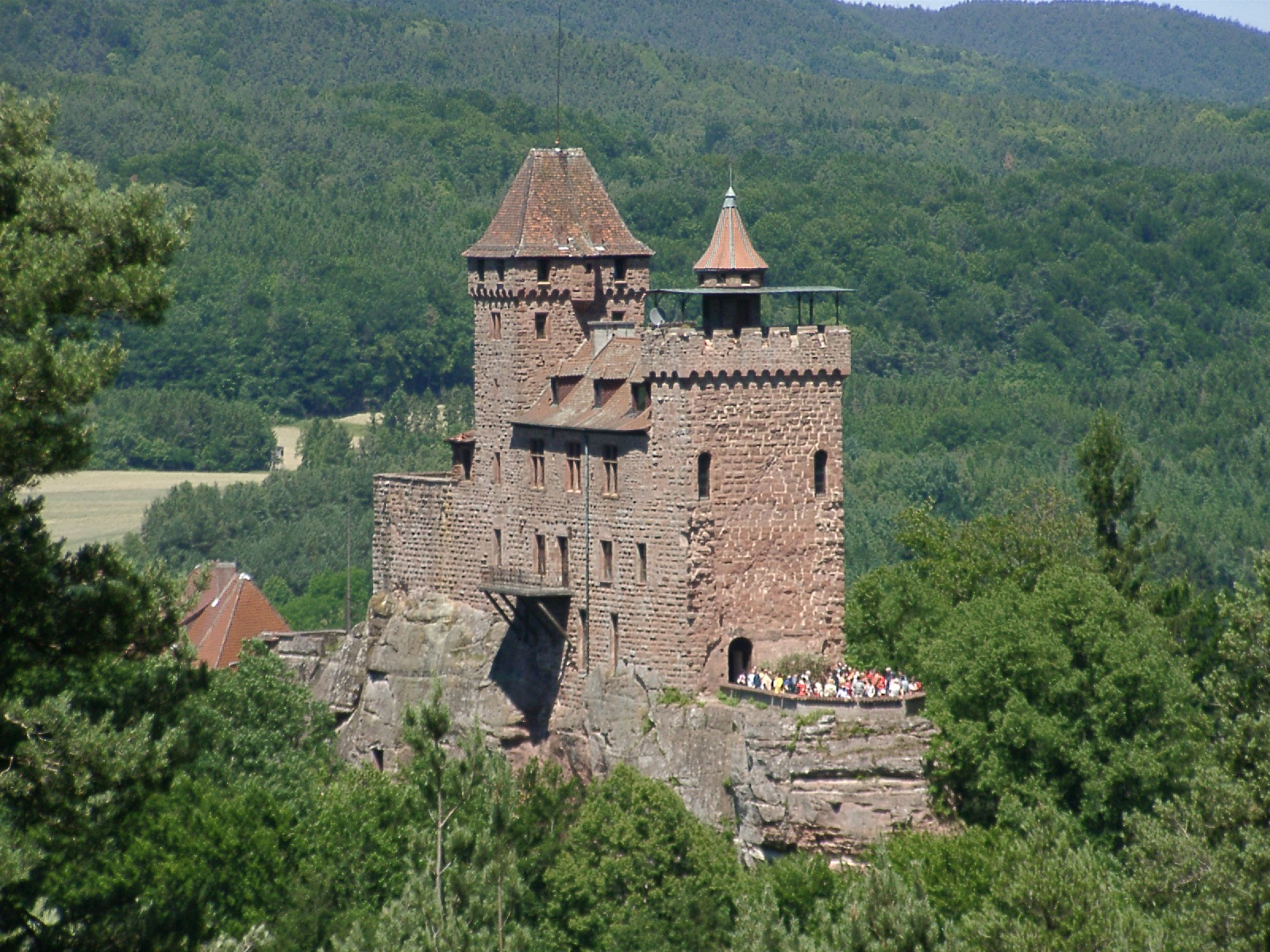